# Strings – Fäden des Schicksals
Strings – Fäden des Schicksals (Originaltitel: Strings) ist ein Marionetten-Film aus dänischer, schwedischer, norwegischer und britischer Ko-Produktion. Der Film wurde am 15. Mai 2004 auf dem Cannes Film Market uraufgeführt.

## Hintergrund
In diesem Marionettenfilm sind die titelgebenden Fäden für die Handlung essentiell. Erstmals wurde in einem solchen Film nicht versucht, die Fäden möglichst unsichtbar zu halten. Stattdessen sind sie dick und in der Handlung verwoben. Die Fäden werden von den Figuren als göttliche Kraft angesehen. Jedes Körperglied und der Kopf ist mit einem Faden verbunden, der in die Höhe reicht. Wird einer der Fäden, etwa in einem Kampf, gekappt, ist das jeweilige Körperglied verloren, im Falle des Kopf-Fadens stirbt die Person. Ein Körperteil kann allerdings durch den eines Sklaven, die hier als lebendes Ersatzteillager dienen, ersetzt werden, indem ihm etwa der Arm oder das Bein abgenommen wird und der anderen Person angesetzt wird – die Fäden bleiben während dessen am Körperglied, wechseln nur den Besitzer.
Die Geburt einer neuen Figur läuft auf ebenso mythische Weise ab, indem aus Holz eine neue geschnitzt wird. Anschließend lösen sich aus den Fäden der Mutter neue Fäden, die runterfallen und der neuen Figur angesetzt werden.
Gebäude sind allesamt oben offen, damit die Figuren diese betreten können und nicht durch die Fäden daran gehindert werden können. Soll dies geschehen, etwa bei einer Stadtmauer, ist das Tor zu dieser oben geschlossen und die Figur kann wegen ihres Fadens nur wenige Schritte raus, bis ihre Fäden sie weiter behindern.

## Handlung
Der alte König des mythischen Reiches Hebalon, Kahro, tötet sich selbst, indem er sich den Kopffaden durchtrennt, um seinen Sohn Hal König werden zu lassen. Zuvor schreibt er ihm einen Abschiedsbrief, in dem er ihn vor seinem Bruder Nezo und seinem Gehilfen Ghrak warnt, der ebenfalls auf den Thron aus ist. Dieser schafft es, den Brief vor Hal zu finden und lastet den Tod des Königs den Zeniths an, einem Volk mit dem Hebalon stark verfeindet ist. Hal will mit seinem Onkel Erito, dem Befehlshaber der Truppen ausziehen, um den Mörder zu finden. Erito wird aber erpresst, zu verhindern, dass Hal wieder zurückkommt, andernfalls würde seine Frau Eike und ihr ungeborenes Kind getötet werden.
Erito holt sich kurz vor dem Aufbruch Rat bei einem Orakel und zieht dann mit Hal und den Truppen in den Krieg. Währenddessen findet Eike den Brief Kahros und zeigt ihn Jhinna, die Schwester von Hal. Sie werden von Ghrak gefangen genommen, der Jhinna zu seiner Frau machen will, während Eike und ihr mittlerweile geborenes Kind in den Kerker kommen. Hal zweifelt mittlerweile am Krieg mit den Zethris.

## Kritik
Die Idee des Films, die Marionettenfäden in die Geschichte zu integrieren, wurde in Kritiken einstimmig für originell und einzigartig befunden. Der eher simple Plot – eine klassische Heldengeschichte – wird als nebensächlich bezeichnet, da Wert auf die Idee mit den Fäden gelegt wurde. Gelobt wird hingegen die Arbeit der Puppenspieler, die, obwohl die Gesichter der Figuren bis auf die Augen vollkommen unbeweglich sind, es verstanden den Figuren glaubhaft Emotionen zu verleihen. Gelobt wird die Kamera und die Belichtung, kritisiert wird teilweise allerdings die Musik.

## Dreh
Die Produktion des Films begann 2000 und erstreckte sich auf über vier Jahre, bis er 2004 veröffentlicht wurde. Mit einem Budget von vier Millionen Euro arbeiteten über 200 Leute an dem Film.

## Veröffentlichung
Der Film wurde am 15. Mai 2004 auf dem Cannes Film Market erstmals aufgeführt. Im darauffolgenden September wurde der Film erstmals in der Schweiz gezeigt, anschließend auch noch in zahlreichen anderen europäischen, amerikanischen und asiatischen Ländern. In den Vereinigten Staaten erlebte der Film am 2. Juni 2005 auf dem Seattle International Film Festival seine Uraufführung. In Deutschland lief der Film erstmals am 23. Juli 2010 auf 3sat in einem Themenabend über Marionettenfilme. Im August 2012 wurde Strings erstmals in einer synchronisierten Fassung in Deutschland veröffentlicht.

## Auszeichnungen
Sitges Film-Festival:
- Gewinner der Kategorie Citizen Kane Award for Best New Director für Anders Ronnov-Klarlung.